# Liste der Stolpersteine in Waltrop
In der Liste der Stolpersteine in Waltrop werden die vorhandenen Gedenksteine aufgeführt, die im Rahmen des Projektes Stolpersteine des Künstlers Gunter Demnig in Waltrop bisher verlegt worden sind.
Die erste Verlegung von 16 Stolpersteinen war am 13. Juni 2022.

## Verlegte Stolpersteine
| Bild | Person / Inschrift | Adresse                   | Verlegedatum  | Zusätzliche Informationen |
| ---- | --- | ------------------------- | ------------- | ------------------------- |
|      | Hier wohnte Bertha Rosenblum geb. Meier Jg. 1886 deportiert 1943 Theresienstadt ermordet in Auschwitz                                      | Dortmunder Str. 54 (Lage) | 13. Juni 2022 |                           |
|      | Hier wohnte Leo Rosenblum Jg. 1888 verhaftet 17.1.1940 Sachsenhausen 1941 Dachau Buchenwald ermordet 2.4.1942                              | Dortmunder Str. 54 (Lage) | 13. Juni 2022 |                           |
|      | Hier wohnte Bertha Rosenthal geb. Jacobs Jg. 1865 gedemütigt/entrechtet 1937 Zwangsverkauf des Geschäftes tot 20. Feb. 1937                | Dortmunder Str. 33 (Lage) | 13. Juni 2022 |                           |
|      | Hier wohnte Ingeborg Rosenthal Jg. 1928 Flucht 1937 Holland mit Hilfe überlebt                                                             | Dortmunder Str. 33 (Lage) | 13. Juni 2022 |                           |
|      | Hier wohnte Josef Rosenthal Jg. 1862 Flucht 1937 Holland tot 27. Feb. 1938 Zwolle                                                          | Dortmunder Str. 33 (Lage) | 13. Juni 2022 |                           |
|      | Hier wohnte Meta Rosenthal geb. Haas Jg. 1898 Flucht 1937 Holland mit Hilfe versteckt überlebt                                             | Dortmunder Str. 33 (Lage) | 13. Juni 2022 |                           |
|      | Hier wohnte Ruth Rosenthal Jg. 1925 Flucht 1937 Holland mit Hilfe versteckt überlebt                                                       | Dortmunder Str. 33 (Lage) | 13. Juni 2022 |                           |
|      | Hier wohnte Willi Rosenthal Jg. 1888 Flucht 1937 Holland mit Hilfe versteckt überlebt                                                      | Dortmunder Str. 33 (Lage) | 13. Juni 2022 |                           |
|      | Hier wohnte Bertha Rosenthal Jg. 1875 unfreiwillig verzogen 1938 Hannover deportiert 1941 Riga ermordet                                    | Hochstraße 99 (Lage)      | 13. Juni 2022 |                           |
|      | Hier wohnte Eduard Spanier Jg. 1904 'Schutzhaft' 1938 Gefängnis Waltrop Flucht 1939 Portugal 1939 USA                                      | Hochstraße 99 (Lage)      | 13. Juni 2022 |                           |
|      | Hier wohnte Louis Spanier Jg. 1867 'Schutzhaft' 1938 Gefängnis Waltrop unfreiwillig verzogen 1938 Dortmund tot an Haftfolgen 17. Juni 1939 | Hochstraße 99 (Lage)      | 13. Juni 2022 |                           |
|      | Hier wohnte Günter Baum Jg. 1918 Flucht 1938 Palästina                                                                                     | Rösterstraße 2 (Lage)     | 13. Juni 2022 |                           |
|      | Hier wohnte Helmut Baum Jg. 1913 Flucht 1939 Dänemark Schweden                                                                             | Rösterstraße 2 (Lage)     | 13. Juni 2022 |                           |
|      | Hier wohnte Jakob Baum Jg. 1878 gedemütigt/entrechtet 1934 Zwangsversteigerung Kaufhaus Stern und Baum tot 13. Juni 1938                   | Rösterstraße 2 (Lage)     | 13. Juni 2022 |                           |
|      | Hier wohnte Marta Baum geb. Bendix Jg. 1889 deportiert 1942 Riga ermordet                                                                  | Rösterstraße 2 (Lage)     | 13. Juni 2022 |                           |
|      | Hier wohnte Werner Baum Jg. 1915 Flucht 1938 Palästina                                                                                     | Rösterstraße 2 (Lage)     | 13. Juni 2022 |                           |